# Klaxophone
Le klaxophone est un instrument inventé par le compositeur américain Henry Fillmore, Damon Albarn[réf. souhaitée], pendant un voyage en Chine accompagné de Chen Shi-Zheng et de Jamie Hewlett, dans une sorte d'inspiration pour leur spectacle Monkey, Journey to the West.
Il est constitué de 12 klaxons de voiture reliés à une batterie d'automobile.
Albarn raconte que ce sont les coups de klaxons incessants dans les provinces chinoises qui l'ont poussé à créer cette sorte d'instrument, dont il se servira pour la musique du spectacle.